# パスクァーレ・フェスタ・カンパニーレ
パスクァーレ・フェスタ・カンパニーレ（Pasquale Festa Campanile, 1927年7月28日 メルフィ – 1986年2月25日 ローマ）は、イタリアの映画監督、脚本家、小説家である。ルキノ・ヴィスコンティ『若者のすべて』『山猫』の脚本、監督作では『女性上位時代』『裸のチェロ』で知られる。

## 来歴・人物

### 脚本家として
1927年（昭和2年）7月28日、イタリア・南部のバジリカータ州ポテンツァ県メルフィで生まれる。有産階級の家に生まれ育ち、第二次世界大戦後、すぐにローマへ移住した。大学で法学を学んだ後、ジャーナリスト、文芸批評家としての仕事を始める。
チネチッタ撮影所に紹介され、1949年（昭和24年）、ロベルト・ビアンキ・モンテーロ監督の『ファッジャ』に原作を採用され、モンテーロと共同で脚本も執筆し、脚本家としてデビューする。次に脚本を執筆したのはマウロ・ボロニーニ監督の『若い恋人たち』で、1956年（昭和31年）には同作を共同執筆したマッシモ・フランチオーザ、ジュゼッペ・マンジョーネとともにナストロ・ダルジェント賞最優秀脚本賞を受賞する。
1957年（昭和32年）、初めて自伝的エピソードに影響を受けた小説『祖母サベッラ』 La nonna Sabella を出版する。カルロ・ボが同書を「小説の王道」と絶賛したほか、同書は映画界の興味を引き、ディーノ・リージが監督し、映画化された。1958年（昭和33年）、マウロ・ボロニーニ監督の『若い夫たち』で、共同執筆したピエル・パオロ・パゾリーニ、マッシモ・フランチオーザとともに、第11回カンヌ国際映画祭脚本賞を受賞する。ディーノ・リージが監督した『美しいが貧しい娘たち』に始まるシリーズは同作で認知され、よく似たタイトルの『貧しいが美しい男たち』や『貧しい富豪たち』がつづく。
1961年（昭和36年）、ルキノ・ヴィスコンティ監督の『若者のすべて』で、共同執筆したヴィスコンティ、スーゾ・チェッキ・ダミーコ、マッシモ・フランチオーザ、エンリコ・メディオーリとともに、ナストロ・ダルジェント賞最優秀脚本賞を受賞する。1963年（昭和38年）、ナンニ・ロイ監督の『祖国は誰のものぞ』で、共同執筆したロイ、マッシモ・フランチオーザ、ヴァスコ・プラトリーニ、カルロ・ベナリとともに、第35回アカデミー賞外国語映画賞ノミネートされ、また同年、ナストロ・ダルジェント賞最優秀脚本賞を受賞する。
その後、マウロ・ボロニーニ監督の『ビアンカ』やヴィスコンティ監督の『山猫』といった評価の高い映画の脚本も手がけ、文学の世界とは完全に離れる。

### 量産監督であり小説家
1963年（昭和38年）から監督業に進出し、20年の間に全42作の映画を撮った。ドラマティックな作品から「イタリア式コメディ」まで、社会風刺的な作品からコスチューム・プレイの歴史劇まで幅広いジャンルを手がけ、イタリアでもっとも著名で製作本数の多い多産な監督となった。歌手のアドリアーノ・チェレンターノやエンリコ・モンテザーノを主演に多くのコメディを監督した。
1975年（昭和50年）からは監督業の傍ら、文学の世界に戻り、『トリエステから来た女』、『大泥棒』、『オルゴン・ボックス』（映画題『SEX発電』）といった、自作の小説作品を翻案し映画化した。1984年（昭和59年）、小説『愛のために、ただ愛のために』 Per amore, solo per amore でカンピエッロ賞を受賞する。同年、出版社ボンピアーニから小説の旧作が再版された（#ビブリオグラフィ）。
1986年（昭和61年）、小説『恋に落ちた魔女』 La strega innamorata でバンカレッラ賞を受賞するが、同年2月25日、癌のためローマで死去した。満58歳没。

## フィルモグラフィ

### 1950年代
脚本家時代
- 『ファッジャ』 Faddija　1949年　脚本・原作　監督・共同脚本ロベルト・ビアンキ・モンテーロ、主演ルイザ・ロッシ　※脚本家デビュー作
- 『若い恋人たち』 Gli innamorati　1955年　脚本・原作　監督マウロ・ボロニーニ、共同脚本マッシモ・フランチオーザ、ジュゼッペ・マンジョーネ、音楽カルロ・ルスティケッリ、主演アントネラ・ルアルディ
- 『都市の恐怖』 Terrore sulla città　1955年　原作　監督アントン・ジュリオ・マジャノ、音楽リズ・オルトラーニ、主演マリア・フィオーレ、アンドレア・ケッキ、フランク・ラティモア
- 『潜行突撃隊』 La donna che venne dal mare　1957年　脚本　監督・共同脚本フランチェスコ・デ・ロベルティス、共同脚本マッシモ・フランチオーザ、音楽ピエロ・ピッチオーニ、主演ヴィットリオ・デ・シーカ
- 『祖母サベッラ』 La nonna Sabella　1957年　脚本・原作　監督ディーノ・リージ
- 『貧しいが美しい男たち』 Poveri ma belli　1957年　脚本　監督・共同脚本ディーノ・リージ、共同脚本マッシモ・フランチオーザ、音楽ジョルジョ・ファボール、ピエロ・ピッチオーニ、主演アレッサンドラ・パナーロ、レナート・サルヴァトーリ
- 『美しいが貧しい娘たち』 Belle ma povere　1957年　脚本・原作　監督ディーノ・リージ
- 『ママっ子』 Il cocco di mamma　1957年　脚本・原作　監督マウロ・モラッシ
- 『イスキア島でのヴァカンス』 Vacanze a Ischia　1957年　脚本　監督マリオ・カメリーニ
- 『若い夫たち』 Giovani mariti　1958年　脚本　監督・共同脚本マウロ・ボロニーニ、共同脚本ピエル・パオロ・パゾリーニ、マッシモ・フランチオーザ、音楽ニーノ・ロータ　※第11回カンヌ国際映画祭脚本賞受賞
- 『泥棒男と泥棒女』 Ladro lui, ladra lei　1958年　脚本　監督ルイジ・ザンパ、共同脚本マッシモ・フランチオーザ
- 『トトとマルチェッリーノ』 Totò e Marcellino　1958年　脚本・原作　監督アントニオ・ムーズ
- 『みんなが恋してる』 Tutti innamorati　1958年　原案・脚本　監督ジュゼッペ・オルランディーニ、原案・共同脚本マッシモ・フランチオーザ、共同脚本フランコ・ロッシ、ウーゴ・グエッラ、ジョルジョ・プロスペリ、音楽アレッサンドロ・チコニーニ、主演ジャクリーヌ・ササール、マルチェロ・マストロヤンニ
- 『ベニスと月とあなた』 Venezia, la luna e tu　1958年　脚本・原作　監督ディーノ・リージ
- 『ナポリ王フェルディナンド1世』 Ferdinando I, re di Napoli　1959年　脚本・原作　監督ジャンニ・フランチョリーニ
- 『女は選ぶ権利がある』 Il magistrato　1959年　脚本・原作　監督ルイジ・ザンパ、共同脚本マッシモ・フランチオーザ、音楽レンツォ・ロッセリーニ、主演ジャクリーヌ・ササール、クラウディア・カルディナーレ
- 『百キロメートル』 La cento chilometri　1959年　脚本・原作　監督ジュリオ・ペトローニ
- 『貧しい富豪たち』 Poveri milionari　1959年　脚本・原作　監督ディーノ・リージ

### 1960年代
脚本家時代
- 『若者のすべて』 Rocco e i suoi fratelli　1960年　脚本　監督・原案・共同脚本ルキノ・ヴィスコンティ、原作ジョヴァンニ・テストーリ、原案ヴァスコ・プラトリーニ、共同脚本スーゾ・チェッキ・ダミーコ、マッシモ・フランチオーザ、エンリコ・メディオーリ、音楽ニーノ・ロータ、主演アラン・ドロン、アニー・ジラルド、レナート・サルヴァトーリ、クラウディア・カルディナーレ、ニーノ・カステルヌオーヴォ
- 『暗殺者』 L'assassino　1961年　脚本　監督エリオ・ペトリ
- 『ビアンカ』 La viaccia　1961年　脚本　監督マウロ・ボロニーニ、原作マリオ・プラテシ、共同脚本マッシモ・フランチオーザ、ヴァスコ・プラトリーニ、音楽ピエロ・ピッチオーニ、製作アルフレード・ビニ、主演ジャン＝ポール・ベルモンド、クラウディア・カルディナーレ、ピエトロ・ジェルミ
- 『イッポリタの美貌』 La bellezza di Ippolita　1962年　脚本　監督ジャンカルロ・ツァーニ
- 『祖国は誰のものぞ』 Le quattro giornate di Napoli　1962年　脚本　監督・共同脚本ナンニ・ロイ、共同脚本マッシモ・フランチオーザ、ヴァスコ・プラトリーニ、カルロ・ベナリ、音楽カルロ・ルスティケッリ、主演レジーナ・ビアンキ、ジャン・マリア・ヴォロンテ、ニーノ・カステルヌオーヴォ　※第37回アカデミー賞アカデミー脚本賞にノミネート
- 『スモッグ』 Smog　1962年　脚本　監督フランコ・ロッシ
- 『山猫』 Il Gattopardo　1963年　脚本　監督ルキノ・ヴィスコンティ
- 『性の実話暴露』 In Italia si chiama amore　ドキュメンタリー　1963年　脚本　監督・共同脚本ヴィルジリオ・サベル、共同脚本マッシモ・フランチオーザ、ルイジ・マーニ、音楽アルマンド・トロヴァヨーリ、出演ニーノ・マンフレディ
- 『太陽もなく月もなく』 Senza sole né luna　1963年　脚本・原作　監督ルチアーノ・リッチ
- 『女王蜂』 Una storia moderna: l'ape regina　1963年　脚本協力　監督・共同脚本マルコ・フェレーリ、原案ゴッフレード・パリーゼ、脚本ラファエル・アズコーナ、脚本協力ディエゴ・ファッブリ、マッシモ・フランチオーザ、音楽テオ・ウズエリ、出演ウーゴ・トニャッツィ、マリナ・ヴラディ

監督デビュー以降
- 『つかの間の恋心』（別題『恋のたくらみ』） Un tentativo sentimentale　1963年　監督・脚本・原作　共同監督・共同脚本マッシモ・フランチオーザ、共同脚本エリオ・バルトリーニ、ルイジ・マーニ、音楽ピエロ・ピッチオーニ、主演フランソワーズ・プレヴォー（フランス語版）、ジャン＝マルク・ボリー　※監督デビュー作
- 『白い声たち』 Le voci bianche　1964年　監督・脚本　共同監督・共同脚本マッシモ・フランチオーザ、共同脚本ルイジ・マーニ、音楽ジーノ・マリヌッツィ・ジュニア、主演サンドラ・ミーロ、アヌーク・エーメ
- 『かげろうの詩』（別題『変わりなき分別』） La costanza della ragione　1965年　監督・脚本
- 『王子のための処女』 Una vergine per il principe　1965年　監督・脚本
- 『イタリア式姦通』 Adulterio all'italiana　1966年　監督・脚本・原作
- 『花ひらく貞操帯』 La cintura di castità　1967年　監督
- 『結婚戦争』 Il marito è mio e l'ammazzo quando mi pare　1967年　監督・脚本・原作
- 『女と将軍』 La ragazza e il generale　1967年　監督・脚本・原作　原作マッシモ・フランチオーザ、共同脚本ルイジ・マレルバ、音楽エンニオ・モリコーネ、製作カルロ・ポンティ、主演ロッド・スタイガー、ヴィルナ・リージ
- 『女性上位時代』 La matriarca　1968年　監督
- 『女王の駒』 Scacco alla regina　1969年　監督
- 『どんな愛をこめて』 Con quale amore con quanto amore　1969年　監督・脚本・原作
- 『裸でどこ行くの?』 Dove vai tutta nuda?　1969年　監督・脚本

### 1970年代
- 『女にしっぽがあったころ』 Quando le donne avevano la coda　1970年　監督・脚本・原作
- 『裸のチェロ』 Il merlo maschio　1971年　監督・脚本
- 『女がしっぽをなくしたころ』 Quando le donne persero la coda　1971年　監督
- 『ラ・カランドリア』 La calandria　1972年　監督・脚本
- 『初夜権』 Jus primae noctis　1972年　監督・脚本
- 『移民』 L'emigrante　1973年　監督・脚本・原作　共同脚本マッシモ・フランチオーザ、サバティーノ・チウフィーニ、カステッラーノ＝ピポロ、ルイザ・モンタニャーナ、ルチアーノ・ヴィンチェンツォーニ、音楽カルロ・ルスティケッリ、主演アドリアーノ・チェレンターノ、クラウディア・モーリ
- 『ルガンティーノ』 Rugantino　1973年　監督・脚本・原作
- 『尻たたき』 La sculacciata　1974年　監督・脚本
- 『SEX発電』 Conviene far bene l'amore　1975年　監督・脚本
- 『あなたが私にすることをすべて言って』 Dimmi che fai tutto per me　1976年　監督
- 『風雲児』 Il soldato di ventura　1976年　監督・脚本
- 『ヒッチハイク』 Autostop rosso sangue　1977年　監督・脚本
- 『最愛の妻』 Cara sposa　1977年　監督
- 『妻を失い恋人を見つける法』 Come perdere una moglie e trovare un amante　1978年　監督
- 『土曜日、日曜日、そして金曜日』 Sabato, domenica e venerdì　1979年　監督
- 『カサノヴァの帰還』 Il ritorno di Casanova　1979年　監督
- 『女の身体』 Il corpo della ragassa　1979年　監督
- 『ジェージェ・ベッラヴィータ』 Gegè Bellavita　1979年　監督・脚本・原作

### 1980年代
- 『大泥棒』 Il ladrone : 1980年 - 監督・原作
- 『お手をどうぞ』 Qua la mano : 1980年 - 監督・脚本・原作
- 『完璧な人などいない』 Nessuno è perfetto : 1981年 - 監督
- 『ケツとシャツ』 Culo e camicia : 1981年 - 監督
- 『巧みな手』 Manolesta : 1981年 - 監督
- 『類猿人ビンゴ・ボンゴ』 Bingo Bongo : 1982年 - 監督
- 『トリエステから来た女』 La ragazza di Trieste : 1982年 - 監督
- 『死ぬよりも美しいこと』 Più bello di così si muore : 1982年 - 監督
- 『雌豚雌牛』 Porca vacca : 1982年 - 監督・原作
- 『貧乏な富豪』 Un povero ricco : 1983年 - 監督・脚本
- 『イル・ペトマーネ』 Il petomane : 1983年 - 監督
- 『真面目なスキャンダル』 Uno scandalo perbene : 1984年 - 監督　※遺作

- 『よいクリスマスをよいお年を』 Buon Natale... buon anno : 監督ルイジ・コメンチーニ、1989年 - 原作　※没後

## ビブリオグラフィ
- La nonna Sabella （『祖母サベッラ』）, 1957年 / Tascabili, 2004年9月1日 ISBN 8845232638
- 『みんなが恋してる』 : 共著マッシモ・フランチオーザ、訳若城希伊子、秋元書房、1959年 / 1967年
- 『オルゴン・ボックス』 : 訳千草堅、集英社、1978年4月25日
- Il ladrone （『大泥棒』）, 1980年 / Bompiani, 1984年 ISBN 8845207919
- Il peccato （『罪』）, Bompiani  ISBN 8845208699
- La ragazza di Trieste （『トリエステから来た女』）, Bompiani, 1984年 ISBN 8845210693
- Per amore, solo per amore （『愛のために、ただ愛のために』）, 1984年 / Bompiani, 2001年2月21日 ISBN 8845247309
- La strega innamorata （『恋に落ちた魔女』）, Bompiani, 1986年 ISBN 8845202992
- Buon Natale, buon anno （『よいクリスマスをよいお年を』）, Bompiani, ISBN 8845204324

## 註
1. 1 2 3 4 5 6 7 8 9 10 11  Pasquale Festa Campanile, インターネット・ムービー・データベース （英語）, 2010年12月6日閲覧。
2. 1 2  Pasquale Festa Campanile, allmovie （英語）, 2010年12月6日閲覧。
3. ↑  『オルゴン・ボックス』、p.217.
4. ↑  『オルゴン・ボックス』、p.216.

## 関連事項
- カルロ・ボ （en:Carlo Bo）
- カンピエッロ賞（en:Premio Campiello）
- バンカレッラ賞（en:Premio Bancarella）
- ボンピアーニ （it:Bompiani）